# Geastraceae
Geastrales là một bộ nấm có quan hệ gần với Cantharellales. Bộ này gồm một họ duy nhất là Geastraceae. Khoảng 64 loài được phân loại vào họ này, được chia ra làm 8 chi. Trước đây họ Geastraceae được đặt vào bộ Lycoperdales, và gần đây hơn là trong Phallales.